# Romyverleihung 2009

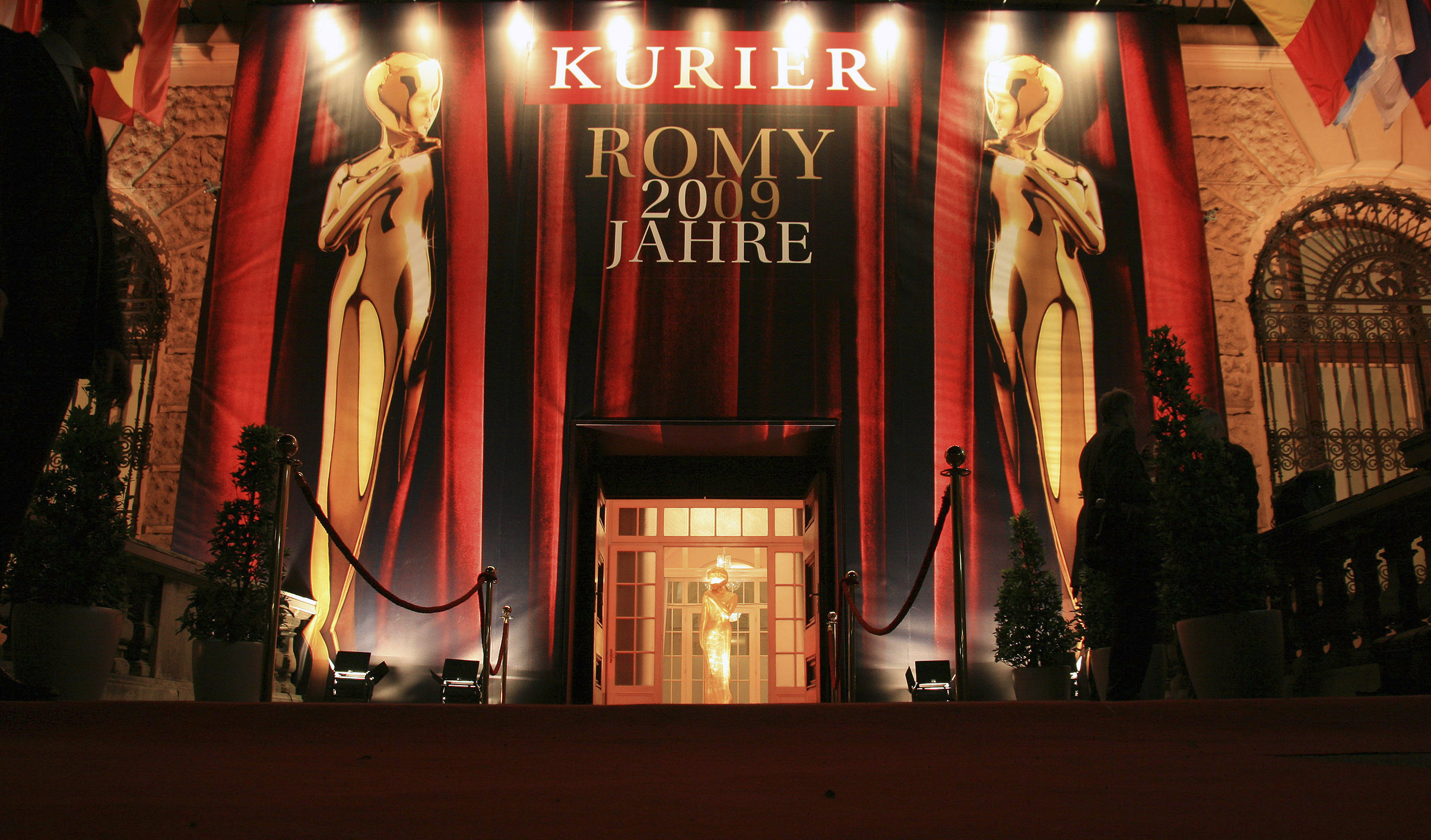
Entrée der Romy-Verleihung 2009

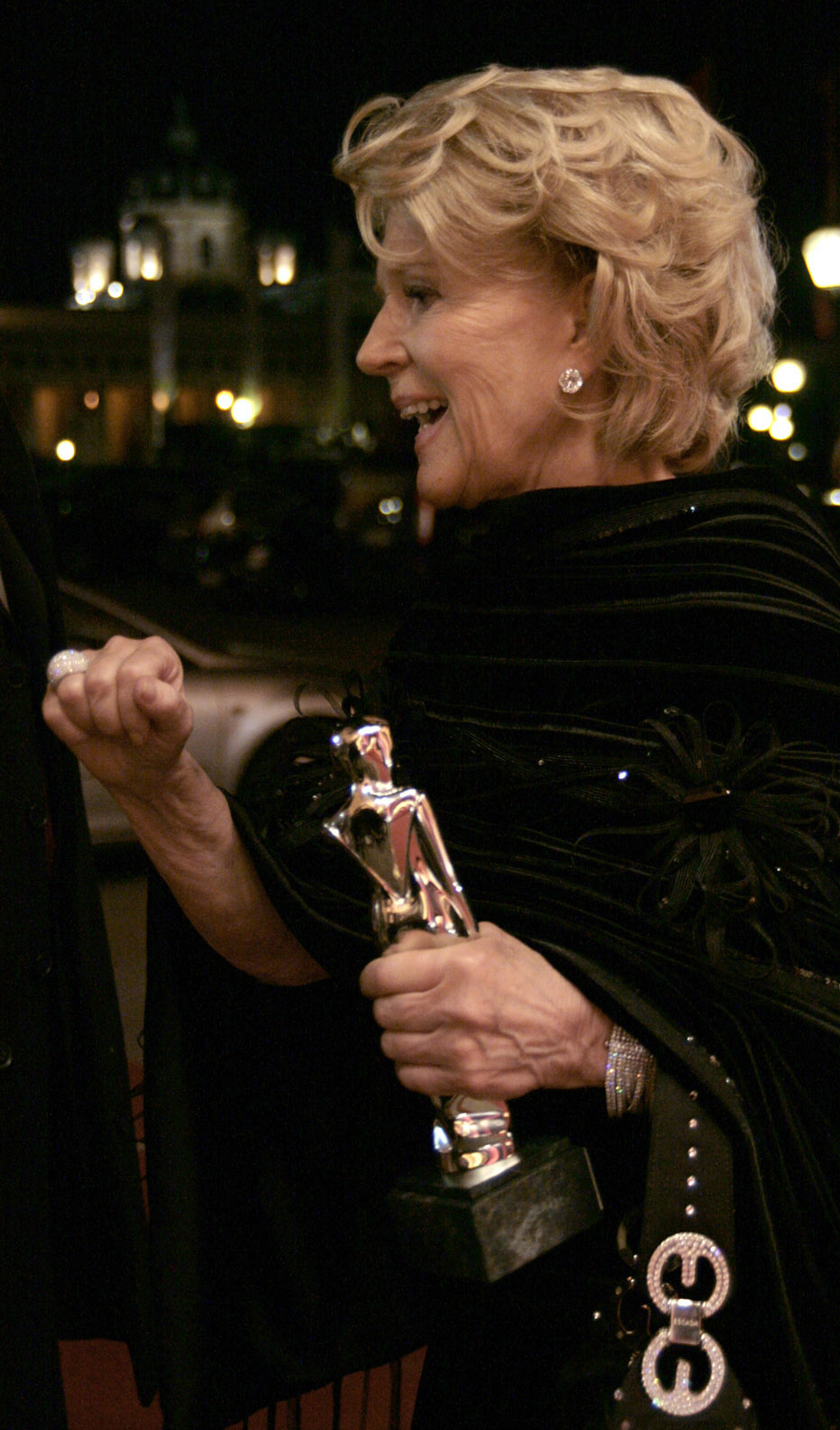
Christiane Hörbiger

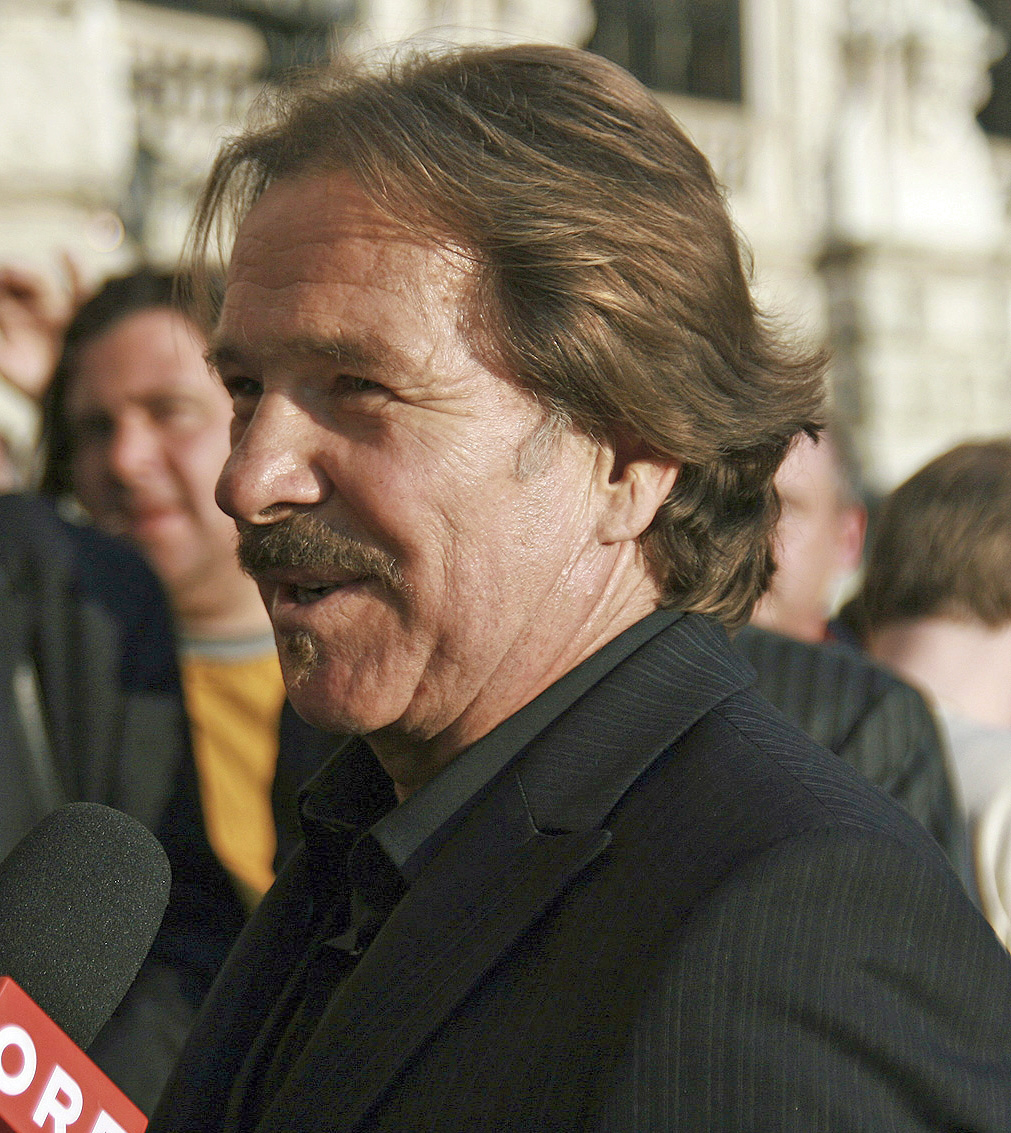
Götz George

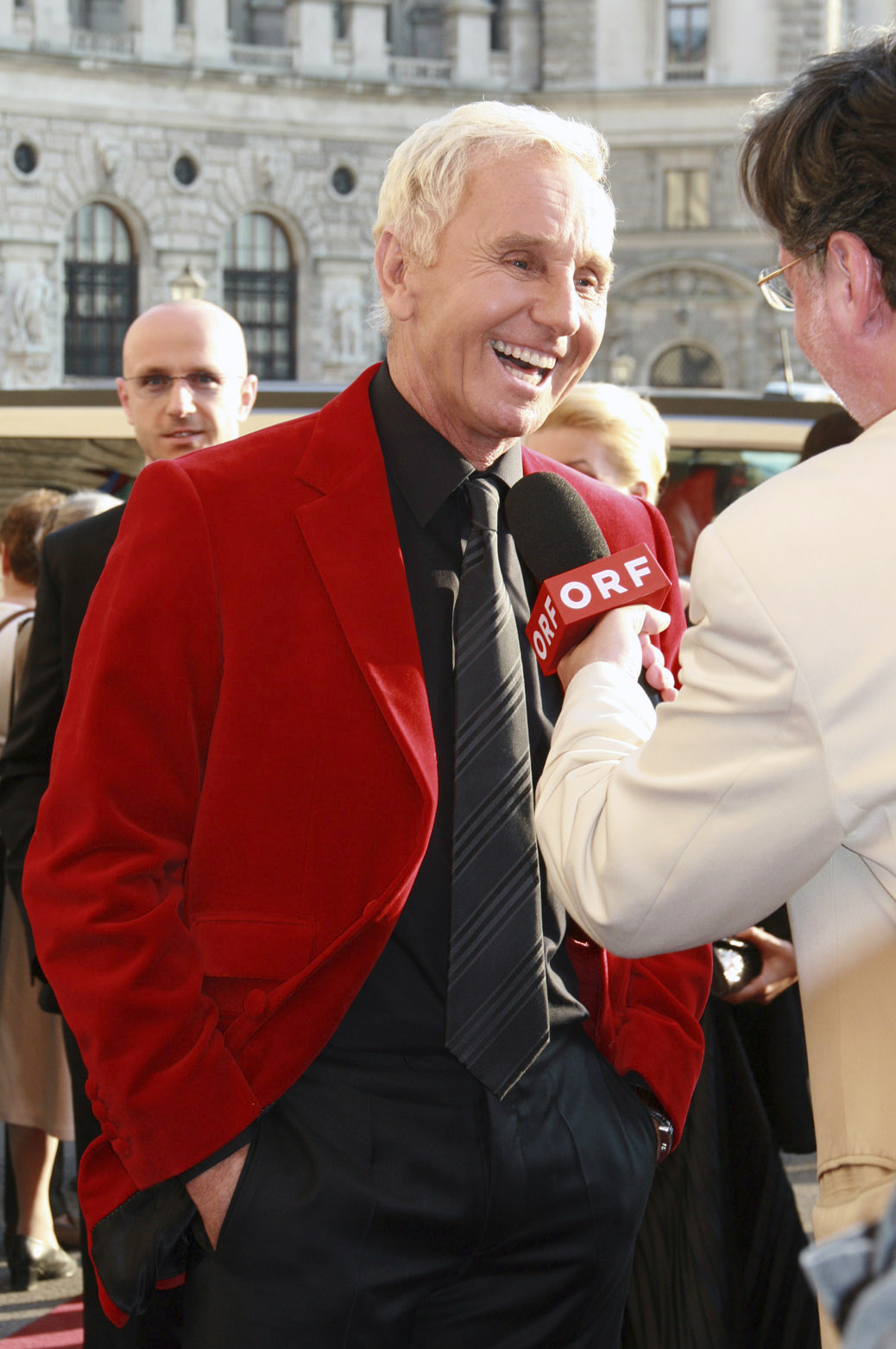
Klaus Eberhartinger

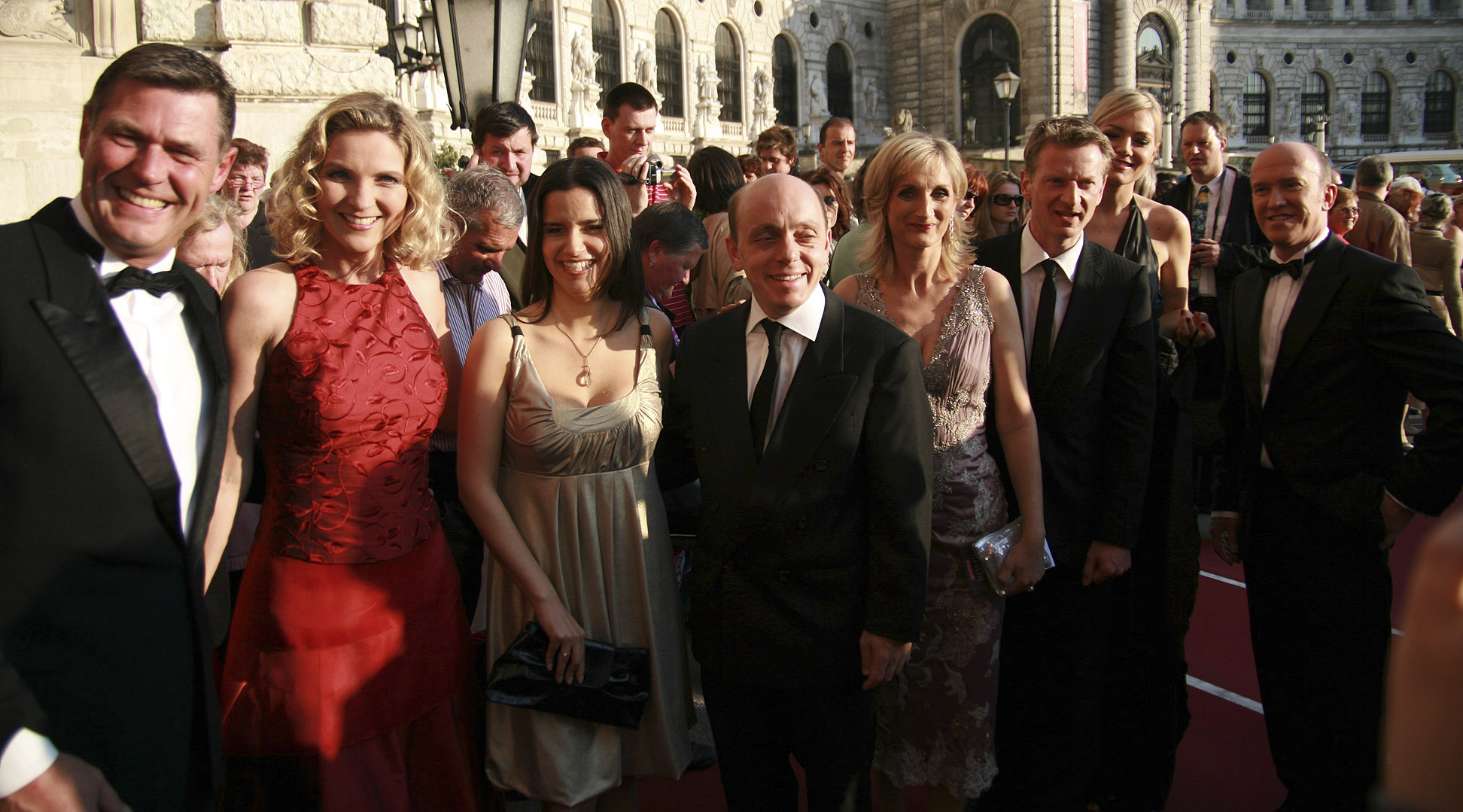
Das Switch-Team

Die Romyverleihung 2009 fand am 25. April 2009 in der Wiener Hofburg statt. Die Romy wurde zum zwanzigsten Mal verliehen.

## Moderation
Alfons Haider

## Sieger und Nominierte
| Kategorie                                                                                | Preisträger                | weitere Nominierte                                                                      |
| ---------------------------------------------------------------------------------------- | -------------------------- | --------------------------------------------------------------------------------------- |
| Beliebteste Schauspielerin präsentiert von Nicole Beutler                                | Monica Bleibtreu           | Barbara Auer Cosma Shiva Hagen Petra Morzé Alexandra Neldel Christine Neubauer          |
| Beliebtester Schauspieler präsentiert von Eva LaRue                                      | Wolfgang Böck (3. Romy)    | Fritz Karl Karl Markovics Tobias Moretti Peter Simonischek Christoph Waltz              |
| Beliebtester Moderator präsentiert von Kay Scheffel                                      | Dominic Heinzl (2. Romy)   | Christoph Feurstein Tarek Leitner Rainer Pariasek Jürgen Peindl Armin Wolf              |
| Beliebteste Moderatorin präsentiert von Ioan Holender                                    | Ingrid Thurnher (7. Romy)  | Lisa Gadenstätter Doris Golpashin Manuela Raidl Sandra Thier Gabi Waldner               |
| Beliebtester Talk- und Showmaster präsentiert von Reinhard Nowak und Brigitte Neumeister | Klaus Eberhartinger        | Armin Assinger Johannes B. Kerner Katrin Lampe Jörg Pilawa Mirjam Weichselbraun         |
| Beliebtester Seriendarsteller präsentiert von Gabriela Benesch und Axel Prahl            | Maria Furtwängler          | Diana Amft Lilian Klebow Harald Krassnitzer Julia Stemberger Hans Sigl                  |
| Beliebtester Kabarettist präsentiert von Florian Scheuba                                 | Robert Palfrader (2. Romy) | Alfred Dorfer Andrea Händler Michael Niavarani Angelika Niedetzky Stermann & Grissemann |

| Kategorie                  | Preisträger |
| -------------------------- | --- |
| Bester Fernsehfilm         | Ihr könnt euch niemals sicher sein – Nicole Weegmann |
| Beste Fernsehdokumentation | Das Wunder von Wien: Wir sind Europameister – David Schalko (2. Romy) |
| Beste Programmidee         | Schlag den Raab – Stefan Raab |
| Bester Produzent           | Baum der Erlösung – Burkhard Ernst |
| Beste Regie                | Die ORF-Sportübertragungen – Fritz Melchert |
| Beste Kamera               | Mogadischu – Holly Fink |
| Bestes Buch                | Baum der Erlösung – Felix Mitterer (2. Romy) |
| Spezialpreis der Jury      | Switch reloaded – Bernhard Hoëcker (2. Romy), Susanne Pätzold, Mona Sharma, Michael Kessler, Petra Nadolny, Max Giermann, Peter Nottmeier, Martina Hill und Michael Müller |
| Preis der Jury             | Das Match – Hans Krankl |
| TV-Moment des Jahres       | Antrittsrede von US-Präsident Barack Obama |

| Kategorie                                                                                            | Preisträger                   |
| --- | ----------------------------- |
| Platin-Romy für das Lebenswerk präsentiert von Peter Weck und Gudrun Landgrebe                       | Christiane Hörbiger (7. Romy) |
| Platin-Romy für das Lebenswerk präsentiert von Peter Weck und Gudrun Landgrebe                       | Götz George (2. Romy)         |
| Platin-Romy für den Romy-Erfinder präsentiert von Armin Assinger, Tobias Moretti und Ingrid Thurnher | Rudolf John                   |